# Eucereon hampsoni
Eucereon hampsoni là một loài bướm đêm thuộc phân họ Arctiinae, họ Erebidae.